# لورين شابن
لورين شابن (بالإنجليزية: Lauren Chapin)‏ هي ممثلة أمريكية، ولدت في 23 مايو 1945 في لوس أنجلوس في الولايات المتحدة.

## وصلات خارجية
- لورين شابن على موقع IMDb (الإنجليزية)
- لورين شابن على موقع إن إن دي بي (الإنجليزية)
- لورين شابن على موقع قاعدة بيانات الفيلم (الإنجليزية)